# 圣安东尼奥-杜帕尔马
圣安东尼奥-杜帕尔马是巴西南大河州的一个市镇。总面积126.095平方公里，总人口2216人，人口密度17.6人/平方公里。